# NGC 7769
NGC 7769 ist eine aktive Spiralgalaxie vom Hubble-Typ Sb mit ausgedehnten Sternentstehungsgebieten im Sternbild Pegasus am Nordsternhimmel. Sie ist schätzungsweise 180 Millionen Lichtjahre von der Milchstraße entfernt und hat eine Ausdehnung von etwa 175.000 Lichtjahren. Vom Sonnensystem aus entfernt sich die Galaxie mit einer errechneten Radialgeschwindigkeit von näherungsweise 4.200 Kilometern pro Sekunde.
Das Objekt wurde am 18. September 1784 von dem Astronomen William Herschel entdeckt.
Gemeinsam mit NGC 7770 und NGC 7771 bildet sie das Galaxientrio Holm 820 oder KTG 82A und gilt als Teil der vier Mitglieder zählenden Lyons Groups of Galaxies LGG 483.
Die Supernova SN 2019iex wurde hier beobachtet. Am 31. Dezember 2022 erfolgte die Entdeckung der Supernova SN 2022aedu.

## Galaktisches Umfeld

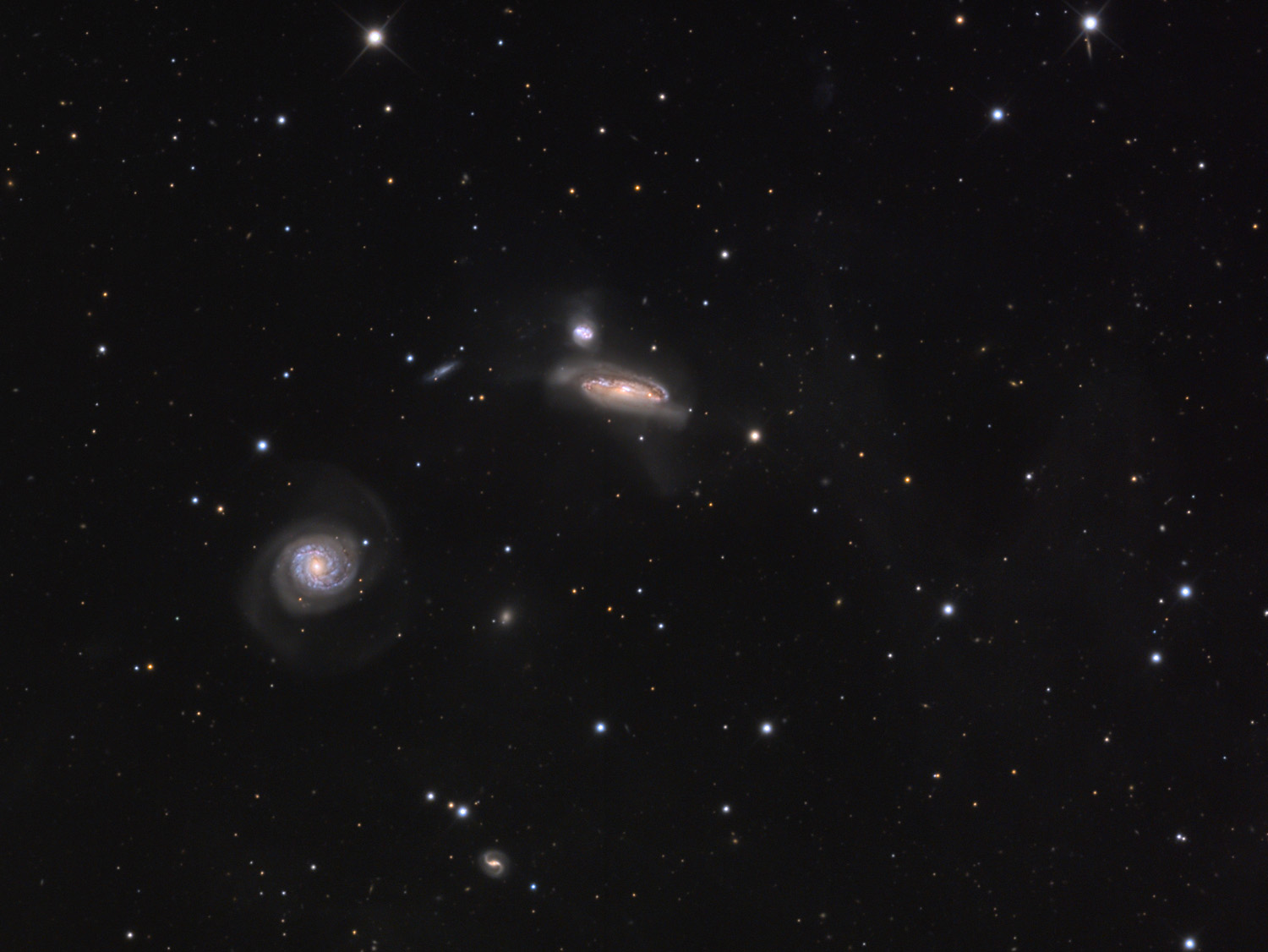
NGC 7769 (l), PGC 214993 (mo), PGC 21992 (m), NGC 7771 mit NGC 7770 & PGC 72612 (u)

| Nr. | Galaxie          | Alternativname          | Rek           | Dek           | Distanz/asec |
| --- | ---------------- | ----------------------- | ------------- | ------------- | ------------ |
| →   | NGC 7769         | LEDA/PGC 72615          | 23h51m03.97s  | +20d09m01.5s  | 0            |
| 1   | LEDA/PGC 214993  | NSA 152776              | 23h51m13.10s  | +20d06m12.0s  | 212.76       |
| 2   | LEDA/PGC 72612   | NSA 152778              | 23h51m13.931s | +20d13m46.29s | 317.44       |
| 3   | NGC 7771         | LEDA/PGC 72638          | 23h51m24.805s | +20d06m42.27s | 325.58       |
| 4   | NGC 7770         | LEDA/PGC 72635          | 23h51m22.543s | +20d05m47.46s | 325.78       |
| 5   | LEDA/PGC 1621999 | 2MASX J23510845+2015504 | 23h51m08.44s  | +20d15m50.7s  | 417.12       |